# Forrest H. Anderson
Forrest Howard Anderson (30 de janeiro de 1913 - 20 de julho de 1989) foi um político norte-americano e juiz que serviu como governador de Montana entre 1969-1973.